# (7666) Keyaki
(7666) Keyaki est un astéroïde de la ceinture principale.

## Description
(7666) Keyaki est un astéroïde de la ceinture principale. Il fut découvert le 4 novembre 1994 à Sendai par K. Cross. Il présente une orbite caractérisée par un demi-grand axe de 2,71 UA, une excentricité de 0,21 et une inclinaison de 3,7° par rapport à l'écliptique.

## Compléments